# Онтогенеза
Онтогенеза, също онтогения, се нарича периодът, който започва от началото на оплождането на яйцеклетката от сперматозоида, преминава през всички етапи на развитието на зиготата, зародиша и продължава след раждането или излюпването на индивида до неговата смърт.
Терминът е с гръцки произход и се състои от две други названия ontos – съществуване и genesis – развитие, произход. Онтогенезата се проявява в количествени изменения, с които се увеличава масата на организма, и от качествени – диференциране на нови органи, белези и т.н. Тя се извършва в последователни стадии, които протичат при точно определени условия. За онтогенезата особено значение има краниологията (дял от медицината и антропологията, който изучава черепа като цяло, неговите части, кости и белези).